# Веселец (област Търговище)
 За другото българско село вижте Веселец (Област Разград).  
Веселец е село в Североизточна България. То се намира в община Омуртаг, област Търговище.

## История
През годините селото е носило имената Яфджълар /1573/, Яйджилар, Веселец. Фигурира в регистрите от 1573 година.